# Daraudi
Der Daraudi (Nepali: दरौंदी) oder Daraudi Khola ist ein etwa 70 km langer linker Nebenfluss des Marsyangdi in Zentral-Nepal. 
Der Daraudi entspringt südlich des 4720 m hochgelegenen Gebirgspasses Rupina La im Süden des Manaslu-Massivs im Himalaya.
Der Daraudi fließt in überwiegend südlicher Richtung durch den Distrikt Gorkha und mündet schließlich in den Unterlauf des Marsyangdi, 8 km oberhalb dessen Mündung in den Trishuli. Das etwa 610 km² große Einzugsgebiet grenzt im Osten an das des Budhigandaki und im Westen an das des Chepe, einem weiteren Nebenfluss des Marsyangdi. Im Flusstal des Daraudi liegt oberhalb des linken Flussufers der Ort Barpak.

## Wasserkraft
Am Daraudi ist ein 6 MW-Wasserkraftwerk projektiert worden.